# Wuda balteata
Wuda balteata är en stekelart som först beskrevs av Cameron 1913.  Wuda balteata ingår i släktet Wuda och familjen brokparasitsteklar. Inga underarter finns listade i Catalogue of Life.